# LNW-80
LNW-80は、LNW リサーチが生産した最初のコンピュータである。
このコンピュータはタンディ社のTRS-80 モデル1と100%互換性があったが、ハードウェアは強化されていた。特筆すべきは高解像度のカラー表示で特別なソフトドライバで、80x24スクリーンが使われた（TRS-80 は 64x16, 多くのCP/Mのソフトウェア使用時に80x24 のスクリーンサイズが必要だった）。
他にプロセッサ速度が4 MHzに強化され、カラーがサポートされ、さらにオプションでCP/Mもサポートされた。
LNW-80も同様にキットで販売された。
LNWは4つのスクリーンモードがサポートされていた。
- Mode 0 は初期設定の TRS-80 スクリーンで64x16 文字で 128x48 セミグラフィックス
- Mode 1 で 480x192 白黒表示
- Mode 2 高解像度メモリを使用でモード0のカラー版128x48ドットと1ドットあたり8色
- Mode 3 低解像度　キャラクタメモリ使用高解像画素のカラー化 384x192 画素を128x48 カラーフィールド上に表示　1色あたり基本8色から背景を選択できた。色は白、緑、黄、赤、マゼンタ、青、青緑、黒である。